# Amerikanistik
Die Amerikanistik ist diejenige Philologie, die sich mit der Sprache und Literatur der Vereinigten Staaten von Amerika befasst.
Das Fach existiert fast ausschließlich in Mitteleuropa, wo Autoren wie Friedrich Schlegel, Jacob Grimm, Wilhelm Grimm und Karl Lachmann im 19. Jahrhundert das Konzept der Philologie theoretisch begründet haben. Die Anhänger dieser Schule waren davon überzeugt, Texten keine echte Bedeutung entnehmen zu können, wenn sie dabei nicht in erster Linie auf die Schriftzeichen und Worte schauten.
In anderen Teilen der Welt hat die philologische Idee kaum Anhängerschaft gefunden. So sind im englischen Sprachraum Language Studies und Literature bis heute getrennte Disziplinen. Zwar existiert das Wort Americanistics im Englischen, wird aber nur verwendet, um die philologisch ausgerichtete mitteleuropäische Amerikanistik zu bezeichnen.

## Begriffsabgrenzung
Die Amerikanistik ist von den American Studies (deutsch auch: Amerikastudien, Amerikakunde) zu unterscheiden, die als interdisziplinäres Kulturfach auch die Geschichte, Politik, Gesellschaft und Kultur der Vereinigten Staaten behandeln.
Die Universität Kiel bietet einen Bachelorstudiengang „Anglistik/Nordamerikanistik“ an und will mit diesem Neologismus ausdrücken, dass in dem Ausbildungsgang neben dem britischen und amerikanischen Englisch auch das kanadische Englisch berücksichtigt wird. Üblicherweise wird diejenige Philologie, die sich mit den kanadischen Sprachen (v. a. Englisch, Quebecer Französisch) und der kanadischen Literatur befasst, aber als Kanadistik bezeichnet.

## Geschichte der Amerikanistik
Das Wort „Amerikanistik“ entstand als Analogiebildung zu den Bezeichnungen älterer Philologien, wie der Anglistik, Germanistik und Romanistik.
Als universitäres Lehrfach konnte die Amerikanistik sich jedoch erst spät durchsetzen. 1936 entstand an der Berliner Friedrich-Wilhelms-Universität erstmals ein Lehrstuhl für Amerikanistik. Besetzt wurde die Professur mit Friedrich Schönemann, einem „Märzgefallenen“ und loyalen Gefolgsmann der NSDAP, der sich an der Universität Münster 1924 als erster Deutscher in der Literatur- und Kulturgeschichte der USA habilitiert hatte. Wie alle Amerikanisten der Zeit wandte Schönemann sich gegen die einseitige Privilegierung des britischen Englisch und der englischen Literatur im deutschen Bildungswesen. Darüber hinaus vertrat er aber auch einen integrativen, auslandswissenschaftlichen Ansatz und plädierte für eine Amerikanistik, die nicht nur literaturwissenschaftliche, sondern auch historische, ökonomische und sozialwissenschaftliche Methoden nutzen sollten, mit dem Ziel einer umfassenden Kulturanalyse der USA. Ins Zentrum seiner Lehre stellte Schönemann dann die Kritik der amerikanischen Wertvorstellungen von Freiheit und Demokratie. Mit seinem integrativen Ansatz, der eher auf American Studies als auf eine Amerikanistik im engen Sinne hinauslief, war er bereits in den 1920er Jahren ein Außenseiter gewesen und konnte sich auch über das Kriegsende hinaus damit nicht halten.

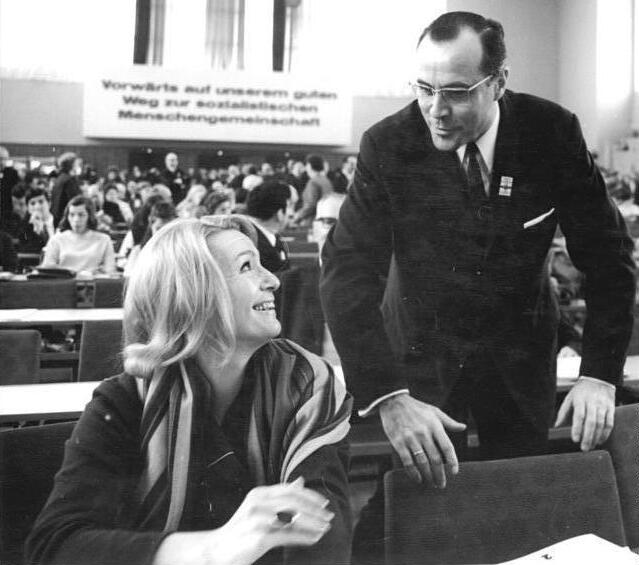
Karl-Heinz Wirzberger (rechts; 1969)

Den Neuanfang der Amerikanistik nach dem Zweiten Weltkrieg machte die DDR. An der Universität Leipzig bestand bereits in den 1950er Jahren ein Institut für Anglistik und Amerikanistik; Leiter der Abteilung Amerikanistik wurde dort 1955 Karl-Heinz Schönfelder, dessen Assistent Eberhard Brüning an derselben Hochschule 1969 als ordentlicher Professor für Amerikanistik berufen wurde. 1960 publizierte Peter Genzel eine Kurze Bibliographie für das Studium der Anglistik und Amerikanistik. An der Humboldt-Universität zu Berlin lehrte Georg Kartzke und nach dessen Tod (1958) Karl-Heinz Wirzberger. 1977 folgte als ordentlicher Professor an derselben Hochschule Horst Ihde. An der Universität Potsdam lehrte Heinz Wüstenhagen.
Zu den Pionieren der Amerikanistik in der Bundesrepublik zählt Hans-Joachim Lang, der an der Universität in Erlangen von 1967 einen der ersten Lehrstühle in diesem Fach innehatte. Klaus Lubbers, Englischprofessor an der Universität Mainz, publizierte 1970 eine erste Einführung in das Studium des Faches.

## Studienmöglichkeiten
An deutschsprachigen Universitäten, an denen Amerikanistik angeboten wird, finden sich Anglistik und Amerikanistik heute oft unter dem Dach einer gemeinsamen Fakultät, mitunter gibt es aber (für jedes der beiden Fächer) separate Institute, die eigenständig arbeiten und nur im Bereich der Sprachwissenschaften gemeinsame Kurse anbieten. Überschneidungen mit der Lateinamerikanistik ergeben sich vor allem in Bezug auf die Hispanics in den USA, etwa in den Chicano Studies.

### Deutschland
In Deutschland werden Studiengänge im Fach Amerikanistik derzeit (2019) an folgenden Universitäten angeboten:
- Bachelor of Arts

- als Anglistik/Amerikanistik: Uni Augsburg, Uni Bamberg, Uni Bayreuth, Ruhr-Uni Bochum, TU Chemnitz, Uni Düsseldorf, KU Eichstätt-Ingolstadt (Eichstätt), Uni Erfurt, Uni Greifswald, Uni Halle-Wittenberg (Halle), Uni Hamburg, Uni Münster, Uni Potsdam, Uni Rostock, Uni Tübingen, Uni Würzburg
- als Anglistik/Nordamerikanistik: Uni Kiel
- als English and American Studies/Anglistik und Amerikanistik: Uni Kassel, Uni Frankfurt

- Bachelor of Arts (Lehramt)

- als Anglistik/Amerikanistik: Ruhr-Uni Bochum, Uni Erfurt, Uni Münster, Uni Wuppertal
- als Anglistik/Nordamerikanistik: Uni Kiel

- Master of Arts

- als Anglistik/Amerikanistik: Ruhr-Uni Bochum, Uni Chemnitz, Uni Wuppertal
- als English and American Literatures, Cultures, and Media: Uni Kiel
- als English and American Studies/Anglistik und Amerikanistik: Uni Kassel, Uni Frankfurt

### Österreich
In Österreich werden derzeit (2019) an folgenden Hochschulen Amerikanistikstudiengänge angeboten:
- Bachelor of Arts[15]

- als Anglistik/Amerikanistik: Uni Graz, Uni Innsbruck, Uni Klagenfurt, Uni Salzburg

- Master of Arts[16]

- als Sprachwissenschaft Schwerpunktfach Anglistik und Amerikanistik: Uni Salzburg
- als Literatur- und Kulturwissenschaft, Schwerpunkt Anglistik und Amerikanistik: Uni Salzburg
- als Anglistik/Amerikanistik: Uni Innsbruck, Uni Klagenfurt
- als Anglophone Literatures and Cultures: Uni Wien

### Schweiz
In der Schweiz werden im Fach Amerikanistik gegenwärtig (2019) keine Studiengänge angeboten.

### Außerhalb des deutschsprachigen Raumes
Im englischsprachigen Raum sowie generell außerhalb des deutschen Sprachraumes sind die American Studies fast ohne Ausnahme das einzige Fach, in dem – neben Anderem – sowohl die Sprache als auch die Literatur der Vereinigten Staaten behandelt werden.
Nur wenige Universitäten außerhalb des deutschsprachigen Raumes bieten Studiengänge im Fach Amerikanistik an, darunter:
- Ungarn: die Eötvös-Loránd-Universität (als Anglistik/Amerikanistik; Bachelor of Arts)
- Slowakei: die Katholische Universität Ružomberok (als Anglistik/Amerikanistik; Bachelor of Arts)
- Großbritannien: die University of Lincoln (Bachelor of Arts)

## Berufsperspektiven
Absolventen von Studiengängen der Amerikanistik bieten sich Berufsperspektiven unter anderem als Englischlehrer, als Lehrer in der Erwachsenenbildung, als Sprachdozent, Dolmetscher, Übersetzer, Verlagslektor, Journalist und in der Forschung.

## Bedeutende und bekannte Amerikanisten

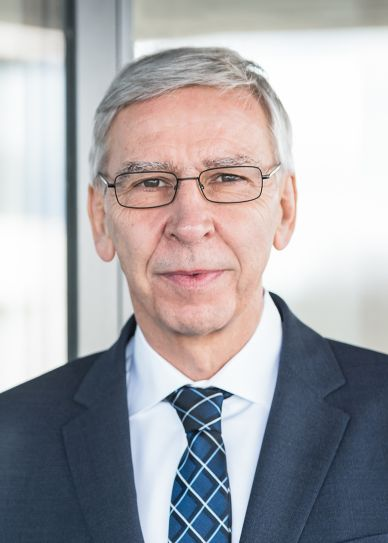
Udo Hebel (2019)

- Alois Brandl (1855–1940; Österreich, Deutschland)
- Karl Oscar Bertling (1875–1952, D)
- Hans Galinsky (1909–1991, D)
- Raissa Dawydowna Orlowa-Kopelewa (1918–1989, UdSSR, D)
- Ursula Brumm (1919–2015, D)
- Hans-Joachim Lang (1921–2006, D)
- Karl-Heinz Schönfelder (1923–2018, DDR)
- Alfred Weber (1925–2006, D)
- Karl-Heinz Wirzberger (1925–1976, DDR)
- Klaus Weiss (1927–2014, D)
- Paul Goetsch (1934–2018, D)
- Peter Nicolaisen (1936–2013, D)
- Hartmut Dieter Breitkreuz (1937–2020, D)
- Peter Freese (1939–2020, D)
- Arno Heller (* 1939, Österreich)
- Joseph Carl Schöpp (* 1939, D)
- Leo Truchlar (* 1939, Österreich)
- Hartwig Isernhagen (* 1940, D)
- Heide Ziegler (* 1943, D)
- Winfried Fluck (* 1944, D)
- Marija Aušrinė Pavilionienė (* 1944, Litauen)
- Manfred Siebald (* 1948, D)
- Hubert Zapf (1948, D)
- Rüdiger Kunow (* 1951)
- Christoph Bode (* 1952)
- Hans-Peter Rodenberg (* 1952)
- Bernd Engler (* 1954)
- Walter Grünzweig (* 1956)
- Udo Hebel (* 1956)
- Werner Reinhart (* 1958)
- Susanne Rohr (* 1958)
- Sabine Sielke (* 1959)
- Michal Peprník (* 1960)
- Thomas Kinne (* 1961)
- Carmen Birkle (* 1963)
- Astrid Böger (* 1967)
- Nicole Waller (* 1970)
- Marc Bauch (* 1973)
- Nancy Grimm (* 1979)